# عبد الله دراز
عبد الله دراز (12 يناير 1874 - 23 يونيو 1932) هو فقيه وعالم مسلم مصري.

## حياته
عبد الله بن الشيخ محمد بن حسنين دِراز، وُلد بمحلة دياي، بمركز دسوق، التّابع لمحافظة كفر الشيخ، على الفرع الغربيِّ للنيل، في 12 يناير سنة 1874م، في أسرةٍ علميّةٍ كان لها نشاطٌ تعليميٌّ بارز، فأبوه (الشيخ محمد) وعمّه (الشيخ أحمد) وجدّه (الشيخ حسنين دراز) وغيرهم، كانوا يلقون دروس اللّغة العربية وعلوم الشريعة، بالمسجد العمريّ في بلدة دياي، والتي كان يؤمّها طلاب العلم من البلدة وما جاورها، يتلقّون العلوم بطريقةٍ منظمة، يُراعَى فيها سُلّم تعليميّ متدرّج بحسب مستويات الطلاب، ويُتاح لهم استعارة الكتب العلميّة التي وقفها الجدُّ الشيخ حسنين على أولاده وذريّته.
مسيرتُه العلميّة:
بدأ بحفظ القرآن في كنف هذه الأسرة العالمة، ثمّ واظب على حضور دروس اللغة العربية وعلوم الشريعة التي كان يلقيها آباؤه بالمسجد العمري في البلدة. لما تُوفّي والده وعمّه، واصل تلقّيه العلم على يد جدّه، ثمّ انتقل بعد وفاة جدّه إلى القاهرة، حيث التحق بالأزهر الشريف، وتدرّج في مدارجه العلميّة، حتى حصل على شهادته العالمية في صيف سنة 1900م.

## شيوخه
تلقّى العلم في الأزهر الشريف، على يد كوكبة من العلماء، منهم الشيخ محمد عبده في التّفسير، والشيخ سليم البشري في الحديث، والشيخ محمد بخيت في التوحيد، والشيخ أحمد الرخامي في الفقه، والشيخ محمد أبو الفضل في أصول الفقه، والشيخ محمد البحيري في المنطق والحكمة والحساب والجبر، والشيخ أحمد مفتاح الأديب الدّرعميّ المشهور في الإنشاء والأدب، وكان من أساتذته في الرياضة محمد بك إدريس، وفي تقويم البلدان «الجغرافيا» إسماعيل بك علي وحسن صبري باشا.

## تربيته لأبنائه
كان يأخذ أسرته وأبناءه بآداب التَّقوى، يؤم أهله في صلاتي الفجر والعشاء، ويقرأ «صحيح البخاري» في ليالي رمضان، ويسهر على تثقيف أبنائه ويُعوِّدهم على سنن الخير، وقد كان من ثمرة هذه الرّعاية، أن قدّم للأمّة الإسلاميّة ابنه العلامة الدكتور محمد عبد الله دِراز، الّذي أخذ عن والده المواظبة على تلاوة ستة أجزاء من القرآن كلَّ يوم، الأمر الّذي كان له أثره الكبير فيما كتبه من البحوث القرآنيّة الموفّقة.

## مسيرته العمليّة والتّعليميّة
عقب تخرّجه ونيله شهادة العالميّة، أُسند إليه تدريسُ الموادِّ الأزهرية الأساسية، التي كان يؤمُّها الجمُّ الغفير من الطلاب في مسجد محمد بك أبي الذهب، حتى كان يغص المسجد بطلابه الحريصين على الاستفادة من علمه وأدبه ومنهجه التعليمي المبتكر، ثمّ في أول سنة 1901م أُسند إليه كذلك تدريس مادة الجغرافيا في الأزهر، لنبوغه فيها.
في شهر يناير من عام 1905م، ابتُعث الشيخ إلى معهد الإسكندرية الدّينيّ النّظاميّ، ليؤسّس مع أربعةٍ من أفاضل الشيوخ، هذا المعهد النّاشئ، تحت إدارة الشّيخ محمد شاكر الجرجاوي، الّذي سرعان ما توسّم فيه إلى جانبِ الكفاية العلمية، مواهبَ إدارية بارزة -لا شكّ أنّه استفادها من تجربة المسجد العمري ببلدته- فصار العضد الأيمن لإدارة المعهد في إرساء مناهج الدراسة واختيار الكتب والإشراف على سير العمليّة التّعليميّة، ليُتوّج ذلك بتعيينه في شهر يناير سنة 1907م مفتشًا للمعهد، إلى جانب دروسه العلميّة، وإلى جانب اشتغاله بتأليف الكتب النافعة للطلاب في السيرة النبوية وتقويم البلدان وغير ذلك.
بعد نجاح تجربة معهد الإسكندريّة، عيّنه عباس الثاني وكيلًا لمشيخة الجامع الأحمدي بطنطا، في مارس سنة 1908م، فوُفّق أيّما توفيقٍ في مهمّته، فقلده الخديويّ الوسام العثماني تقديرًا لجهوده الموفقة، التي لم تشغله عن مزاولة العلم والتعليم بنفسه.
في شهر سبتمبر سنة 1912م، أُعيد إلى معهد الإسكندرية وكيلاً، فسار على ذات السّيرة الحميدة، وأضاف إليه سنّةً حسنةً، وهي أنّه كان يجمع العلماء المدرسين ومحبِّي العلم من غيرهم، وأفاضل الأطباء لمدارسة علوم  القرآن الكريم والسنة النبوية، ووقع اختياره من كتب السنة على «الشفاء» للقاضي عياض، وكتاب «مشكاة المصابيح»، وكتاب «تيسير الوصول»؛ فأتمَّها كلها في عدة سنين.
في شهر أغسطس من عام 1924م، عُين شيخًا لمعهد دمياط، اتصلت مسيرته الإداريّة والعلميّة، وفي هذه الفترة وجّه عنايةً خاصّةً لكتاب «الموافقات في أصول الفقه» للإمام الشّاطبيّ، وأغلب الظّنّ، أن يكون واحداً من الكتب التي تناولها في مجلسه العلميّ الجامع، ومن ثمّ أعاد نشره محقّقاً تحقيقاً علميّاً متميّزاً.
في شهر يونيو من عام 1931م اعتزل الأعمال الإدارية، بيد أنّ صلته لم تنقطع، إذ ظلّ يُبدي رأيه ورؤاه حول المقرّرات والمؤلفات العلميّة بالأزهر الشريف، ناصحاً وموجّهاً.

## أعماله العلميّة
كان للشيخ نشاط علميٌّ كبير، من خلال الدروس العلميّة التي كان يحرص على إقامتها في المعاهد التي عمل بها، كما قام بتأليف عددٍ كبيرٍ من المقرّرات الدراسية الشّرعيّة.
أمّا التّقارير والمشروعات التي كتبها واقترحها، من أجل إصلاح التعليم وإدارة المعاهد؛ في مراحل حياته العملية المختلفة، فإنّ قماطر إدارات المعاهد، تنوء بحملها.
اشتهر الشيخ عبد الله دراز خاصّة بنشرته المحققة لكتاب الموافقات، والتي جاءت تاليةً لنشرة الشيخين محمد الخضر حسين ومحمد حسنين مخلوف، يقول الشيخ مشهور بن حسن آل سلمان، الّذي اهتمّ بتحقيق كتاب الموافقات وجمع الفوائد المتناثرة في طبعاته السابقة، يقول: "والحقّ يقال، إن أجود هذه الطبعات طبعة الشيخ عبد الله دراز، ولا سيَّما أنه بذل جهدا عظيما فيها، وذلك من خلال شرحه كلام المصنف، وتعقُّبه له وإحالته الدقيقة على كلام المصنف في مباحث فاتت أو ستأتي، وهذه التعليقات تدل على علم واسع، ونظر ثاقب، وقدم راسخة في علم الأصول، ودراسة دقيقةٍ عميقة لكتاب "الموافقات"، وقد لاحظ بعض الباحثين أن "تعليقات الشيخ دراز تمتاز بالشُّح في الإطراء، وبالمبالغة في المعارضات والاستدراكات" والواقع أنّها كما يقول مشهور لم تخلُ من ثناءٍ وإطراء.
وهو ممن أبدى ملاحظات على الطبعة الأولى من كتاب الفقه على المذاهب الأربعة إصدار وزارة الأوقاف.

## صفاتُه وخُلُقه
كان وئيد المشية في رزانة تحوطها المهابة، باسم الوجه، في جد ووقار، أسمر اللون، ربعة متوسط السمن، حسن البزة، نفيس الثياب، وكان يحب التروض ساعةً في كل يوم سيرًا على القدم.
كان له أسلوب وصفيٌّ قصصيٌّ، تهيمن عليه جاذبية روحية عجيبة تتعانق فيها طلاوة اللغة بحسن الأداء، في صوت نديٍّ هادئ، لا تصنُّع فيه ولا ترفُّع، هذا إلى جانب إخلاصه في أداء واجبه التّعليميّ، الأمر الّذي يُؤدي إلى تعميق الصلة بينه وبين تلاميذه، ويؤكّد ذلك ما روي من أنّه عندما تمّ نقله من القاهرة إلى الإسكندريّة، ودّعه تلاميذه بدموعٍ حارّة. كان قليل السهر، ينام مبكرًا، ويستيقظ سحرًا، فيقوم من آخر الليل ما تيسَّر ثم يضطجع قليلًا بعد صلاة الصبح. كان يحب في كل مناسبة أن يجمع إخوانه خاصّةً على طعام الغذاء؛ لأنه كان لا يتعشى إلا نادرًا خفيفًا، ولم يتعود منبهًا ولا مسكنًا ولا ملهاة قط. كانت صرامته في الحق مع فرط دماثة خلقه وغلبة صمته من الأسباب التي مكنت له في قلوب الخلق مزيجًا من المهابة والمحبة.

## وفاته
كانت خاتمة أعماله أداء فريضة الحج، في أوائل سنة 1932م، ولم يلبث إلا قليلًا عقب عودته من الحجاز حتى ألمّ به المرض الأخير، وهو أتمّ ما يكون صحة وقوة، فمات في ليلة الخميس 23 يونيو سنة 1932م، وصلي عليه في الجامع الأزهر، ودفن بمدافن الأسرة بقرافة العفيفي بقرب العباسية، ورثاه الشعراء وبكاه كلُّ من اغترف من علمه أو ذاق حلاوة عشرته أو لمس صلابة دينه وصفاء سريرته، وأكبر فيه عزة نفسه وعلو كرامته، أو ناله بره من قريب أو بعيد.